# صفی یزدانیان
صفی یزدانیان (زادهٔ ۱۳۳۹ خورشیدی) منتقد سینمایی، فیلم‌ساز، روزنامه‌نگار و مترجم اهل ایران است.

## زندگی
صفی یزدانیان متولّدِ ۱۵ شهریورِ ۱۳۳۹ در تهران است. او دانش‌آموختهٔ کارشناسی سینما از دانشگاه هنر در سال ۱۳۶۸ است. از فیلم‌های مستند او می‌توان به فیلم «نفس» و حضور آن در جشنوارهٔ فیلم‌های مستند ژان تی یی (فرانسه) و جشنوارهٔ فیلم بازارها (پاریس) و همین‌طور فیلم «در جستجوی شهرزاد» و حضور آن در جشنوارهٔ فیلم‌های مستند آمستردام اشاره کرد. فیلم کوتاه «قایق‌های من» ساختهٔ وی نیز در سال ۱۳۸۵ جایزهٔ بهترین فیلم داستانی را از جشنوارهٔ فیلم کوتاه تهران دریافت کرد و در جشنوارهٔ سی‌ینا (ایتالیا) و کرک (ایرلند) نیز حضور داشت. یزدانیان از سال ۱۳۶۸ نیز به‌عنوان نویسنده با ماهنامهٔ فیلم و چندین نشریه دیگر همکاری دارد. او اولین فیلم بلندش، «در دنیای تو ساعت چند است؟» را در سال ۱۳۹۳ کارگردانی کرد فیلمی که جوایز متعددی را از جشنواره های داخلی وخارجی کسب کرد.

## فیلم‌شناسی

### کارگردانی
- ناگهان درخت، ۱۳۹۷
- در دنیای تو ساعت چند است؟، ۱۳۹۳

قایق های من

### فیلم‌نامه‌نویسی
- ناگهان درخت، ۱۳۹۷
- در دنیای تو ساعت چند است؟، ۱۳۹۳
- سیمای زنی در دوردست، ۱۳۸۲

## آثار

### تألیف
- ترجمهٔ تنهایی (مجموعه مقالات سینمایی). تهران: نشر منظومهٔ خرد، ۱۳۸۸.
- سینما می‌تواند یک فرشته باشد. تهران: نشر روشنگران.
- «عکس دسته‌جمعی با پدرخوانده»_سفر به سه‌گانه‌‌ی کاپولا_. تهران؛ انتشارات گیلگمش.

### ترجمه
- آسمان برلین. ویم وندرس، پتر هانتکه، تهران: نشر نی، ۱۳۸۹.[۲]
- آینه. آندری تارکوفسکی. تهران: نشر نی، ۱۳۷۷.